# Мекнес — Тафілалет
Мекнес — Тафілалет (араб. مكناس تافيلالت) — один із 16 колишніх регіонів Марокко. Існував на сході країни у 1997—2015 роках та мав населення населення 2 316 865 осіб (перепис 2014 року). Адміністративний центр — Мекнес.
Назва Мекнес — Тафілалет походить від назв адміністративного центру регіону, Мекнеса, та історичної області, Тафілалет. Регіон було скасовано у вересні 2015 року у зв'язку з територіальною реформою в країні. Його територію було розподілено між двома новоутвореними регіонами: Фес — Мекнес та Драа — Тафілалет. Складався з однієї префектури та п'яти провінцій.